# SV Babberich
Sportvereniging Babberich is een voetbalvereniging uit het gelijknamige Gelderse grensdorp Babberich. Het eerste elftal speelt in de Vijfde klasse zondag (seizoen 2023/24).

## Geschiedenis
Victoria werd opgericht op 30 maart 1930 en Excelsior een jaar later. Sinds 1940 deelden beide clubs hun veld en in 1945 gingen ze samen. Babberich is een vereniging met enkele honderden leden. De meeste spelers uit het eerste elftal zijn afkomstig van andere amateurverenigingen uit de Achterhoek en de Liemers.
De club speelde vanaf 1988 in de Hoofdklasse (Hoofdklasse Zondag B dat per 1996 Hoofdklasse Zondag C) heette) en was daarmee na De Treffers de vereniging die het langst aaneengesloten speelde in deze afdeling op het hoogste amateurniveau totdat het degradeerde in het seizoen 2011/2012.
In 1991 waren 6.000 toeschouwers op sportpark De Buitenboom getuige van het kampioensduel Babberich-De Treffers. Babberich moest winnen om de titel te behalen maar het werd 0-2. Het team werd daarmee tweede, net als in 1989.
Ondanks de lange staat van dienst in de Hoofdklasse lukte het Babberich nog nooit het kampioenschap te behalen. 
Bij de introductie van de Topklasse als hoogste amateurniveau in het seizoen 2010/11 miste de club promotie naar deze nieuwe klasse. Wel werd de club in 1997 winnaar van de KNVB beker voor amateurs.
Na de degradatie uit de Hoofdklasse na afloop van het seizoen 2011/12 werd een dalende lijn ingezet. In 2009 was de club al eens gered na financiële problemen. In 2016 kampte Babberich wederom met financiële problemen. In december 2016 overwoog het bestuur de vereffening van de club en werd ook surseance van betaling aangevraagd. Pas eind maart 2017 werd door de rechtbank uitstel van betaling verleend. Het eerste team was ondertussen teruggetrokken uit de competitie.
In het seizoen 2024/2025 speelt het eerste team van Babberich in de Vijfde Klasse.

## Erelijst
KNVB beker voor amateurs
Winnaar in 1997
Districtsbeker Oost
Winnaar in 1997

## Competitieresultaten 1946–2023
| 3 4I |

| 6 4F |

| 6 4E |

| 3 4E |

| 9 4H |

| 4 4F |

| 9 4E |

| 5 4F |

| 9 4F |

| 6 4F |

| 5 4F |

| 1 4F |

| 2 4F |

| 7 4E |

| 2 4F |

| 8 4F |

| 10 4D |

| 8 4D |

| 11 4D |

|  |

|  |

|  |

|  |

| 9 4D |

| 8 4D |

| 10 4D |

| 9 4D |

| 9 4D |

| 7 4D |

| 12 4D |

| 4 |

|  |

|  |

|  |

|  |

|  |

| 1 4D |

| 1 3C |

| 2 2A |

| 5 2A |

| 1 2A |

| 3 1D |

| 1 1D |

| 2 B |

| 5 B |

| 2 B |

| 9 B |

| 10 B |

| 10 B |

| 10 B |

| 5 B |

| 3 C |

| 9 C |

| 5 C |

| 7 C |

| 8 C |

| 5 C |

| 4 C |

| 10 C |

| 11 C |

| 10 C |

| 8 C |

| 8 C |

| 10 C |

| 12 C |

| 7 C |

| 13 C |

| 6 1E |

| 11 1E |

| 10 2I |

| 6 2I |

| xx 2I |

| 11 5C |

| 8 5D |

| -- 5C |

| -- 5C |

| 5 5C |

| 4 5C |

| Hoofdklasse | Eerste klasse | Tweede klasse | Derde klasse | Vierde klasse | Vijfde klasse | Hoofdklasse Geld. VB |

## Bekende (oud-)spelers
- Shapoul Ali
- Rein Baart
- Gerrit-Jan Barten
- Marino Pusic
- Kaye Coppoolse
- Dave de Jong
- Willem Hupkes
- Benjamin Roemeon